# Xã Berreman, Quận Jo Daviess, Illinois
Xã Berreman (tiếng Anh: Berreman Township) là một xã thuộc quận Jo Daviess, tiểu bang Illinois, Hoa Kỳ. Năm 2010, dân số của xã này là 147 người.